# Linnés lappländska resa

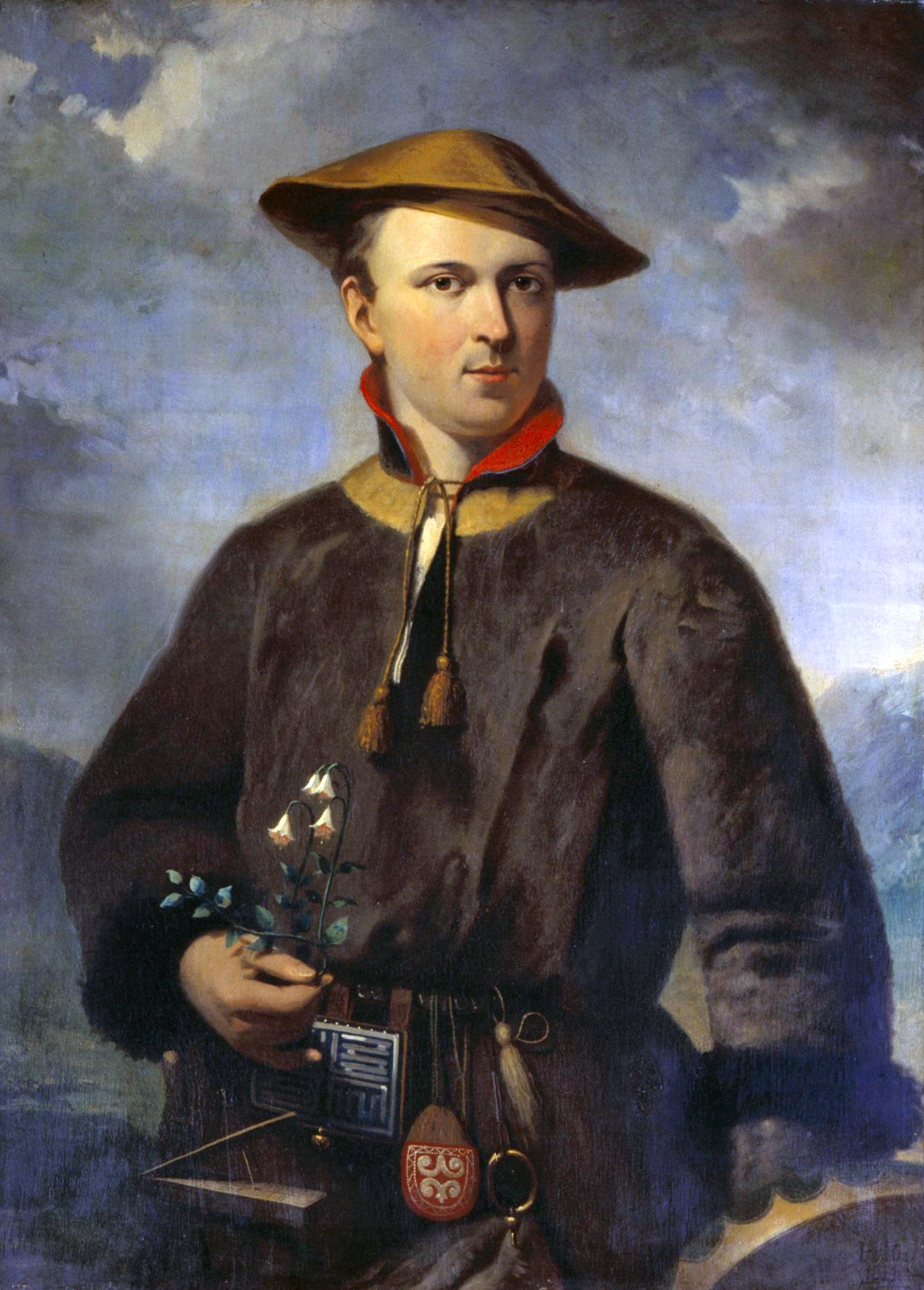
Linné porträtterad i kolt, traditionell samisk dräkt, hållande linnean som blev hans personliga emblem. Det hände att Linne använde samedräkten han tog med sig från Lappland när han berättade om sin resa. Målningen är en kopia från 1853 av Hendrik Hollander efter ett verk av Martinus Hofman målad 1737 i närheten av Haarlem i Noord-Holland.

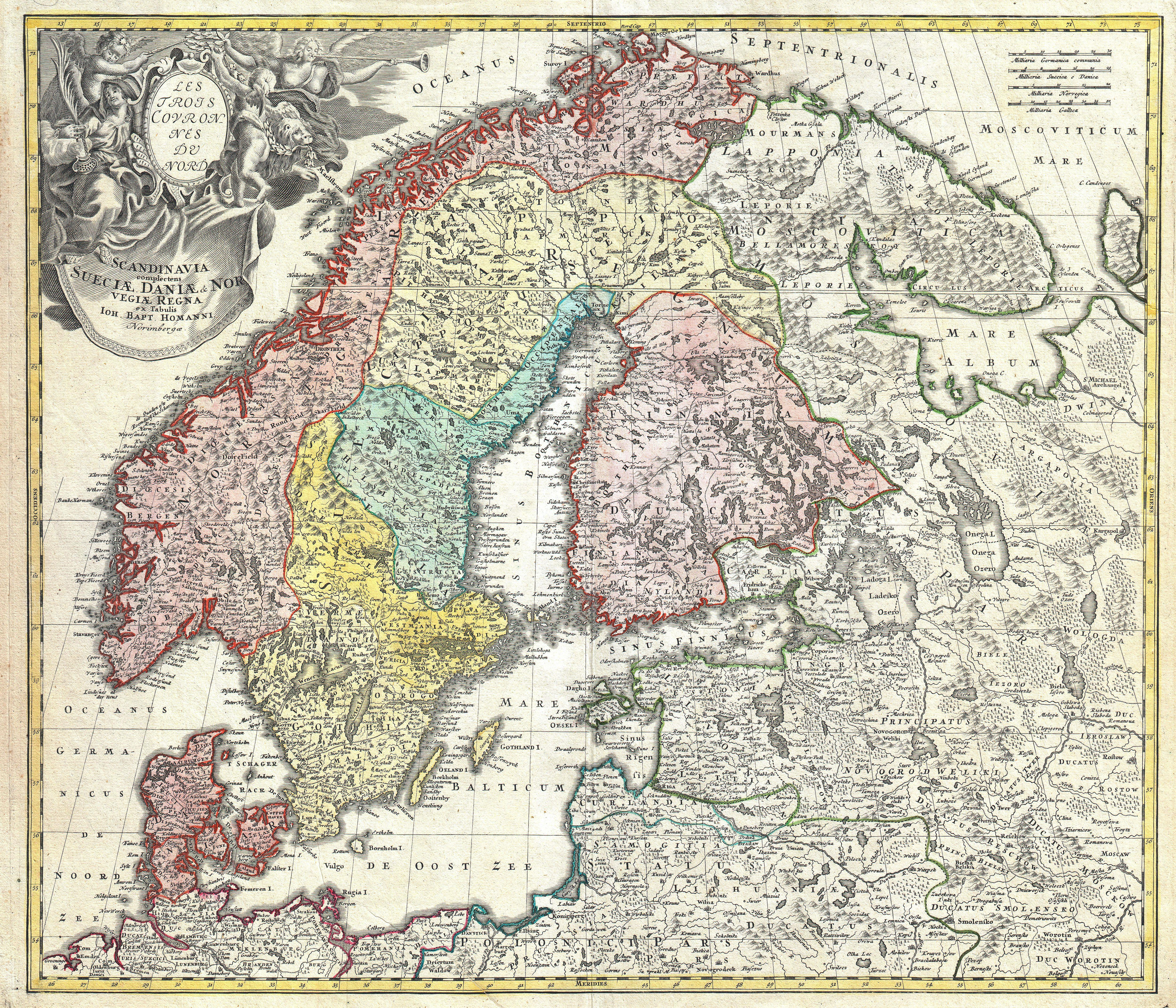
Samtida karta av Johann Homann (tryckt ca. 1730) som visar Skandinavien; Lappland är det ljusgrå området i den övre mellersta delen av kartan.

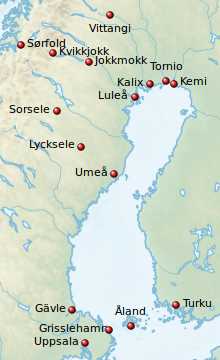
Platser som Linné passerade eller planerade att passera under sin Lapplandsresa. På väg från Lycksele till Sorsele tvingades han vända om på grund av vårfloden.

Linnés lappländska resa eller Linnés Lapplandsresa var Carl von Linnés expedition till Lappland år 1732 och var en viktig del av hans vetenskapliga karriär.
Linné lämnade Uppsala där han var student och reste medsols runt Bottniska viken och under loppet av sex månader, där han gjorde större avstickare från Umeå, Luleå och Torneå. Hans observationer blev grunden för hans bok Flora Lapponica (1737) i vilken Linnés idéer om nomenklatur och klassifikation vilket sedermera resulterade i Linnés sexualsystem, för första gången användes i praktiken. Linné skrev journal under sin resa och den publicerades först efter hans död i engelsk översättning Lachesis Lapponica: A Tour in Lapland (1811).

## Bakgrund
I april 1732 tilldelades Linné anslag från Kungliga Vetenskaps-Societeten i Uppsala för sin resa. Olof Rudbeck den yngre, en av Linnés tidigare professorer vid Uppsala universitet hade gjort en expedition till Lappland år 1695, men de detaljerade resultaten hade gått förlorade i en brand 1702. Linné hoppades finna nya växter, djur och möjligen värdefulla mineraler. Han var också nyfiken på sedvänjorna hos lokalbefolkningen, samerna.

## Den lappländska resan

### Uppsala till Umeå
Linne påbörjade sin resa från Uppsala den 12 maj 1732 (dagen innan han fyller 25 år) och färdades till fots och med häst. Med sig hade han sin journal, botaniska och ornitologiska manuskript och papper för att pressa växter.
Det tog Linné 11 dagar för att nå Umeå via Gävle (nära Gävle hittade han stora mängder av blomman Campanula serpyllifolia, senare känd som Linnaea borealis, som skulle bli hans favorit). Han steg ibland ned från hästen för att undersöka en blomma eller en sten. och var särskilt intresserad av mossor och lavar, de senare en viktig del av renens (ett vanligt djur i Lappland) diet.

### Första avstickaren inåt landet
Från Umeå färdades Linné mot Lycksele, en by mycket längre inåt landet och längre bort från kusten än han varit hittills. På vägen undersökte han vattenfåglar. Efter fem dagar nådde han byn och bodde med pastorn där och dennes fru.
Han försökte sedan att nå Sorsele men fick vända vid Lycksmyran på grund av de svåra förhållandena. I början av juni återvände han till Umeå efter att ha tillbringat några dagar i Lycksele och lärt sig om samiska seder. (se t.ex. Tablut)

### Umeå till Luleå och den andra avstickaren inåt landet
Efter återkomsten till Umeå reste Linné längre norrut längs Bottenvikens kust via Skellefteå och gamla Piteå. Bland annat passerade han gamla Luleå, där han fick en kappa av en samisk kvinna.
Från Luleå färdades han återigen inåt landet och följde Lule älv via Jokkmokk vid norra polcirkeln och Kvikkjokk (då Hyttan), in i fjällkedjan och in i Norge. Han anlände till Sørfold vid kusten och besökte Rørstad. Han återvända sedan samma väg som han kom, cirka 300 km tillbaka till Luleå.

### Luleå till Torneå, tredje avstickaren inåt landet och återresan till Uppsala
Linne fortsatte sedan sin resa längs kusten till Torneå (finska Tornio). Han utgick därifrån och gjorde en avstickare längs med Torne älv så långt som till Vittangi.
Han vistades därefter en tid i området. I Kalix fick han instruktioner i hur man undersöker beståndsdelarna i mineraler.
I mitten av september började han sin återresa. Han reste via Kemi, och följde den finska kusten till Åbo. Därifrån seglade han via Åland och ankom till Sverige i Grisslehamn och anlände sedan hemmet i Uppsala.

## Resultat
När Linné den 10 oktober 1732 återvände från sin halvårslånga resa hade han färdats 2000 kilometer, samlat och observerat många växter, fåglar och stenar. 
Även om Lappland var en region med begränsad biodiversitet beskrev Linné ungefär hundra tidigare opublicerade arter. Detaljerna från hans upptäckter kom att utgöra basen till hans bok Flora Lapponica.
Linnés beskrivning från resan, Iter Lapponicum, översattes till engelska av James Edward Smith och publicerades år 1811 som  Lachesis Lapponica: A Tour in Lapland. Några av Linnés originalteckningar syns nedan.

### Linnés originalteckningar

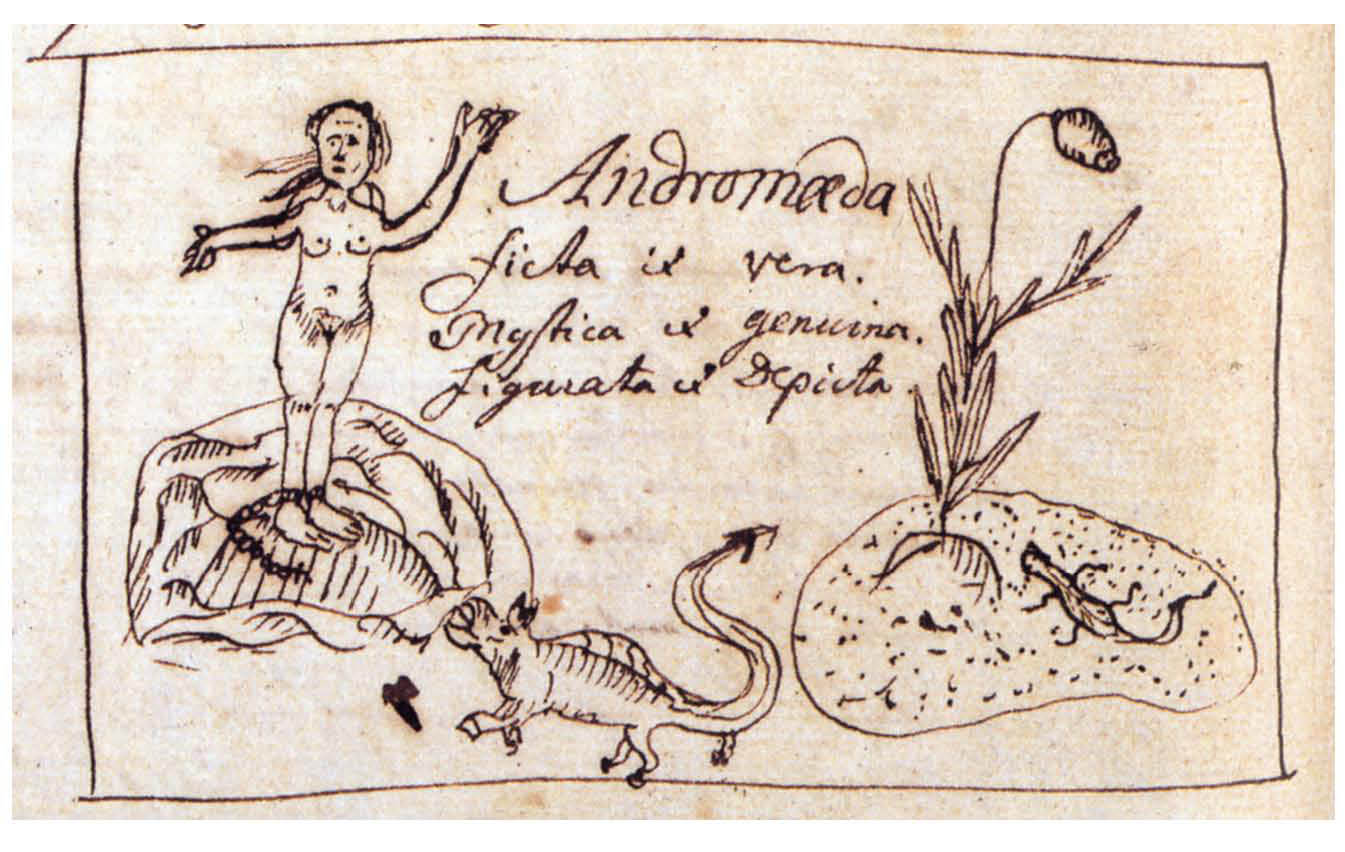
Andromeda (mytologi) och blomman som Linné namngav efter henne.
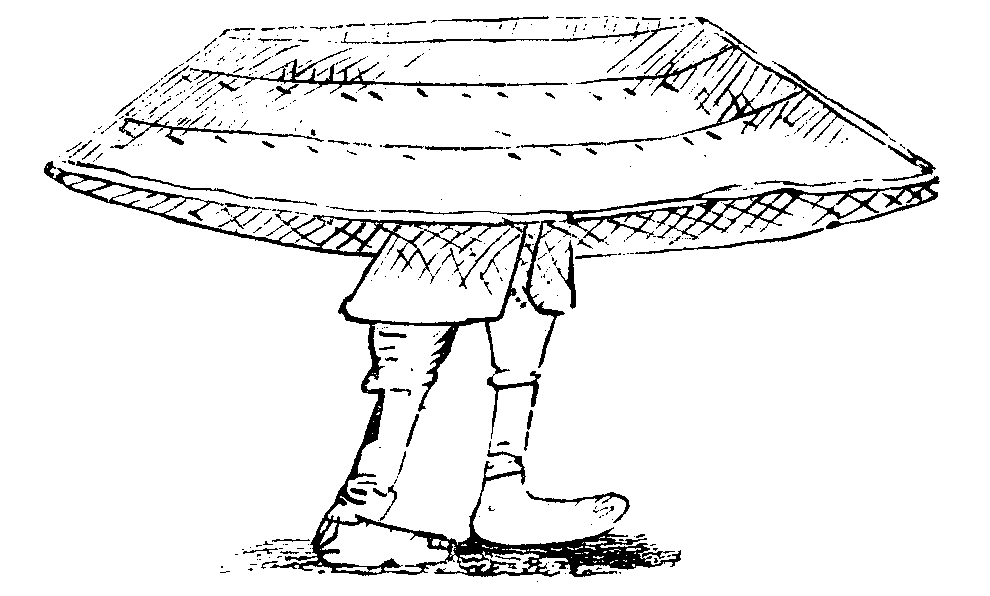
En same bär sin båt.
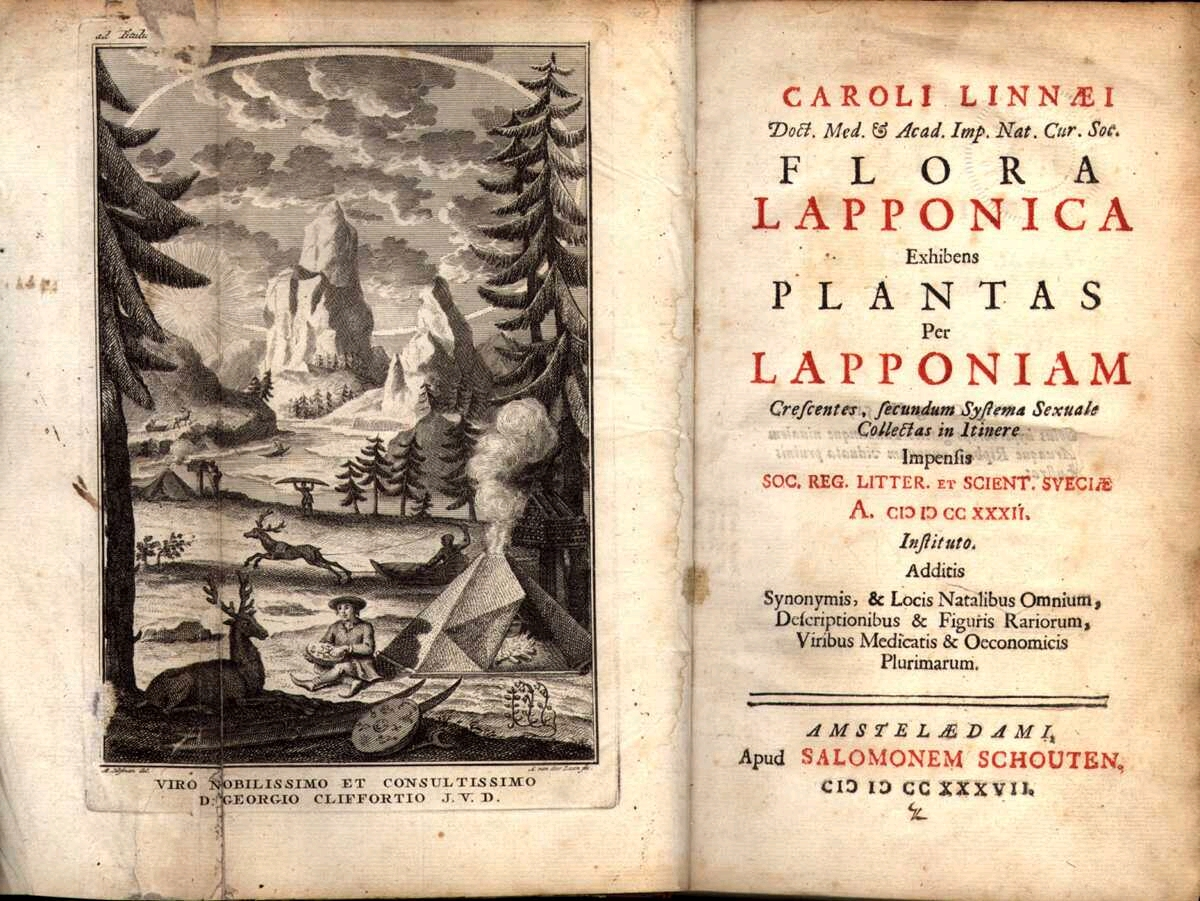
Flora Laponica